# EBOB
EBOB是一种有机化合物，分子式C16H18O3，可作为Γ-氨基丁酸受体（GABA受体）的受体拮抗剂和神經毒素。

## 相關神經毒素
- TBPS
- IPTBO
- TBPO
- BIDN